# Neptis innominata
Neptis innominata är en fjärilsart som beskrevs av Lewis 1872. Neptis innominata ingår i släktet Neptis och familjen praktfjärilar. Inga underarter finns listade i Catalogue of Life.